# Gabriel Mercado
Gabriel Iván Mercado (Puerto Madryn, 18 marzo 1987) è un calciatore argentino, difensore dell'Internacional.
Soprannominato Gabi o El Negro, possiede anche il passaporto spagnolo.

## Caratteristiche tecniche
Gioca prevalentemente come terzino destro, ma essendo un calciatore duttile, può essere schierato anche come difensore centrale sia in una difesa a tre o a quattro uomini. Molto forte fisicamente è abile nelle marcature difensive, fa della caparbietà e dell'intensità i suoi due punti principali di forza, nonostante la statura non troppo alta (181 cm.) sa farsi valere anche sulle palle inattive e nel gioco aereo.

## Carriera

### Club

#### Racing Club
Ha debuttato in Primera División, il 21 febbraio 2007 con la maglia del Racing Club nella partita giocata in casa contro il San Lorenzo. Era uno dei cinque calciatori selezionati per il Campionato mondiale di calcio Under-20 2007 appartenenti al Racing Club.

#### Estudiantes

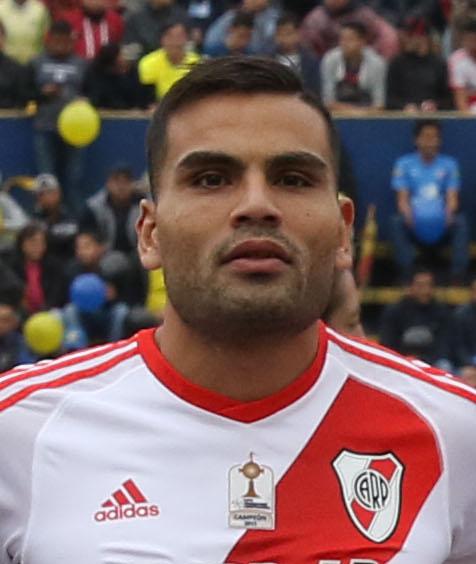
Mercado con la maglia del River Plate nel 2016.

Nell'estate 2010 il giocatore si trasferisce, per la somma di 640.000 euro, all'Estudiantes dove in due anni colleziona in campionato 66 presenze, segnando anche 10 gol.

#### River Plate
Nel luglio del 2012 viene acquistato dal River Plate per 700.000 euro. Con il River in cinque stagioni, colleziona globalmente in tutte le competizioni 146 presenze ed 11 gol all'attivo.

#### Siviglia
Il 1º agosto 2016 viene acquistato per 2.2 milioni di euro dal Siviglia, squadra per cui firma un contratto triennale. Il 20 settembre seguente realizza di testa la sua prima rete in maglia andalusa, decisiva nel derby vinto 1-0 contro il Betis. Il 25 febbraio 2017 si ripete nuovamente, andando ancora a segno nel derby andaluso, siglando la rete della vittoria.

#### Al-Rayyan e Internacional
L'11 giugno 2019 firma per i qatarioti dell'Al-Rayyan, mentre il 5 luglio 2021 viene acquistato dall'Internacional.

### Nazionale
Il 10 febbraio 2010 esordisce da titolare in amichevole, con l'Argentina venendo convocato dall'allora CT. Diego Armando Maradona per l'amichevole contro la Giamaica. Segna il suo primo goal con la maglia dell'albiceleste, il 24 marzo 2016 nella partita valida per le qualificazioni ai mondiali di Russia, contro il Cile. Convocato per la Copa América Centenario negli Stati Uniti, in cui è sceso in campo in cinque occasioni, il 9 giugno 2017 sigla la rete della vittoria nell'amichevole disputata a Melbourne contro il Brasile. Nel 2018 viene convocato per i Mondiali organizzati in Russia, venendo annoverato dal commissario tecnico Jorge Sampaoli tra i titolari e segnando il gol del provvisorio 2-1 nell'ottavo di finale perso per 3-4 contro la Francia.

## Statistiche

### Presenze e reti nei club
Statistiche aggiornate al 13 luglio 2023.
| Stagione             | Squadra              | Campionato           | Campionato | Campionato | Coppe nazionali | Coppe nazionali | Coppe nazionali | Coppe continentali | Coppe continentali | Coppe continentali | Altre coppe | Altre coppe | Altre coppe | Totale | Totale |
| Stagione             | Squadra              | Comp                 | Pres       | Reti       | Comp            | Pres            | Reti            | Comp               | Pres               | Reti               | Comp        | Pres        | Reti        | Pres   | Reti   |
| -------------------- | -------------------- | -------------------- | ---------- | ---------- | --------------- | --------------- | --------------- | ------------------ | ------------------ | ------------------ | ----------- | ----------- | ----------- | ------ | ------ |
| 2006-2007            | Racing Club          | PD                   | 8          | 0          | -               | -               | -               | -                  | -                  | -                  | -           | -           | -           | 8      | 0      |
| 2007-2008            | Racing Club          | PD                   | 26         | 0          | -               | -               | -               | -                  | -                  | -                  | -           | -           | -           | 26     | 0      |
| 2008-2009            | Racing Club          | PD                   | 28         | 0          | -               | -               | -               | -                  | -                  | -                  | -           | -           | -           | 28     | 0      |
| 2009-2010            | Racing Club          | PD                   | 34         | 1          | -               | -               | -               | -                  | -                  | -                  | -           | -           | -           | 34     | 1      |
| Totale Racing Club   | Totale Racing Club   | Totale Racing Club   | 96         | 1          |                 | -               | -               |                    | -                  | -                  |             | -           | -           | 96     | 1      |
| 2010-2011            | Estudiantes          | PD                   | 33         | 6          | CA              | 0               | 0               | CL+CS+RS           | 6+2+2              | 0                  | -           | -           | -           | 43     | 6      |
| 2011-2012            | Estudiantes          | PD                   | 33         | 4          | CA              | 0               | 0               | CS                 | 2                  | 0                  | -           | -           | -           | 35     | 4      |
| Totale Estudiantes   | Totale Estudiantes   | Totale Estudiantes   | 66         | 10         |                 | 0               | 0               |                    | 12                 | 0                  |             | -           | -           | 78     | 10     |
| 2012-2013            | River Plate          | PD                   | 32         | 0          | CA              | 1               | 0               | -                  | -                  | -                  | -           | -           | -           | 33     | 0      |
| 2013-2014            | River Plate          | PD                   | 30         | 4          | CA              | 1               | 0               | CS                 | 4                  | 0                  | -           | -           | -           | 35     | 4      |
| 2014-2015            | River Plate          | PD                   | 27         | 1          | CA              | 1               | 0               | CL+CS+RS           | 9+9+1+2            | 2+2+0+0            | -           | -           | -           | 49     | 5      |
| 2015-2016            | River Plate          | PD                   | 10         | 0          | CA              | 1               | 1               | CL+CS+Cmc+CSB      | 8+6+2+1            | 0+0+0+1            | -           | -           | -           | 28     | 2      |
| Totale River Plate   | Totale River Plate   | Totale River Plate   | 99         | 5          |                 | 4               | 1               |                    | 42                 | 5                  |             | -           | -           | 145    | 11     |
| 2016-2017            | Siviglia             | PD                   | 29         | 3          | CR              | 2               | 0               | UCL                | 7                  | 0                  | SU+SS       | 0+2         | 0           | 40     | 3      |
| 2017-2018            | Siviglia             | PD                   | 26         | 0          | CR              | 8               | 0               | UCL                | 9                  | 0                  | -           | -           | -           | 43     | 0      |
| 2018-2019            | Siviglia             | PD                   | 23         | 2          | CR              | 4               | 0               | UEL                | 7                  | 1                  | SS          | 1           | 0           | 35     | 3      |
| Totale Siviglia      | Totale Siviglia      | Totale Siviglia      | 78         | 5          |                 | 14              | 0               |                    | 23                 | 1                  |             | 3           | 0           | 118    | 6      |
| 2019-2020            | Al-Rayyan            | QSL                  | 20         | 3          | QSC             | 3               | 1               | ACL                | 1                  | 0                  | CPC         | 1           | 0           | 25     | 4      |
| 2020-2021            | Al-Rayyan            | QSL                  | 20         | 1          | QSC+QC+CEQ      | 6+1+1           | 0+0+0           | -                  | -                  | -                  | -           | -           | -           | 28     | 1      |
| Totale Al-Rayan      | Totale Al-Rayan      | Totale Al-Rayan      | 40         | 4          |                 | 11              | 1               |                    | 1                  | 0                  |             | 1           | 0           | 53     | 5      |
| 2021                 | Internacional        | A                    | 12         | 1          | CB              | 0               | 0               | -                  | -                  | -                  | -           | -           | -           | 12     | 1      |
| 2022                 | Internacional        | PD/RS+A              | 3+26       | 0+0        | CB              | 0               | 0               | CS                 | 8                  | 0                  | -           | -           | -           | 37     | 0      |
| 2023                 | Internacional        | PD/RS+A              | 6+26       | 0+0        | CB              | 2               | 0               | CL                 | 11                 | 3                  | -           | -           | -           | 45     | 3      |
| Totale Internacional | Totale Internacional | Totale Internacional | 9+64       | 1          |                 | 2               | 0               |                    | 19                 | 3                  |             | -           | -           | 94     | 4      |
| Totale carriera      | Totale carriera      | Totale carriera      | 452        | 26         |                 | 31              | 2               |                    | 97                 | 9                  |             | 4           | 0           | 584    | 37     |

### Cronologia presenze e reti in nazionale
| Cronologia completa delle presenze e delle reti in nazionale ― Argentina | Cronologia completa delle presenze e delle reti in nazionale ― Argentina | Cronologia completa delle presenze e delle reti in nazionale ― Argentina | Cronologia completa delle presenze e delle reti in nazionale ― Argentina | Cronologia completa delle presenze e delle reti in nazionale ― Argentina | Cronologia completa delle presenze e delle reti in nazionale ― Argentina | Cronologia completa delle presenze e delle reti in nazionale ― Argentina | Cronologia completa delle presenze e delle reti in nazionale ― Argentina |
| Data                                                                     | Città                                                                    | In casa                                                                  | Risultato                                                                | Ospiti                                                                   | Competizione                                                             | Reti                                                                     | Note                                                                     |
| ------------------------------------------------------------------------ | ------------------------------------------------------------------------ | ------------------------------------------------------------------------ | ------------------------------------------------------------------------ | ------------------------------------------------------------------------ | ------------------------------------------------------------------------ | ------------------------------------------------------------------------ | ------------------------------------------------------------------------ |
| 10-2-2010                                                                | La Plata                                                                 | Argentina                                                                | 2 – 1                                                                    | Giamaica                                                                 | Amichevole                                                               | -                                                                        | 58’ - 88’                                                                |
| 17-11-2015                                                               | Barranquilla                                                             | Colombia                                                                 | 0 – 1                                                                    | Argentina                                                                | Qual. Mondiali 2018                                                      | -                                                                        | 79’                                                                      |
| 24-3-2016                                                                | Santiago del Cile                                                        | Cile                                                                     | 1 – 2                                                                    | Argentina                                                                | Qual. Mondiali 2018                                                      | 1                                                                        |                                                                          |
| 29-3-2016                                                                | Córdoba                                                                  | Argentina                                                                | 2 – 0                                                                    | Bolivia                                                                  | Qual. Mondiali 2018                                                      | 1                                                                        |                                                                          |
| 27-5-2016                                                                | San Juan                                                                 | Argentina                                                                | 1 – 0                                                                    | Honduras                                                                 | Amichevole                                                               | -                                                                        | 77’                                                                      |
| 6-6-2016                                                                 | Santa Clara                                                              | Argentina                                                                | 2 – 1                                                                    | Cile                                                                     | Coppa America Centenario - 1º turno                                      | -                                                                        |                                                                          |
| 10-6-2016                                                                | Chicago                                                                  | Argentina                                                                | 5 – 0                                                                    | Panama                                                                   | Coppa America Centenario - 1º turno                                      | -                                                                        |                                                                          |
| 18-6-2016                                                                | Foxborough                                                               | Argentina                                                                | 4 – 1                                                                    | Venezuela                                                                | Coppa America Centenario - Quarti di finale                              | -                                                                        |                                                                          |
| 21-6-2016                                                                | Houston                                                                  | Stati Uniti                                                              | 0 – 4                                                                    | Argentina                                                                | Coppa America Centenario - Semifinale                                    | -                                                                        |                                                                          |
| 26-6-2016                                                                | East Rutherford                                                          | Argentina                                                                | 0 – 0 dts (2 – 4 dtr)                                                    | Cile                                                                     | Coppa America Centenario - Finale                                        | -                                                                        |                                                                          |
| 11-10-2016                                                               | Córdoba                                                                  | Argentina                                                                | 0 – 1                                                                    | Paraguay                                                                 | Qual. Mondiali 2018                                                      | -                                                                        |                                                                          |
| 15-11-2016                                                               | San Juan                                                                 | Argentina                                                                | 3 – 0                                                                    | Colombia                                                                 | Qual. Mondiali 2018                                                      | -                                                                        | 29’                                                                      |
| 23-3-2017                                                                | Buenos Aires                                                             | Argentina                                                                | 1 – 0                                                                    | Cile                                                                     | Qual. Mondiali 2018                                                      | -                                                                        | 77’                                                                      |
| 9-6-2017                                                                 | Melbourne                                                                | Brasile                                                                  | 0 – 1                                                                    | Argentina                                                                | Amichevole                                                               | 1                                                                        | 75’                                                                      |
| 31-8-2017                                                                | Montevideo                                                               | Uruguay                                                                  | 0 – 0                                                                    | Argentina                                                                | Qual. Mondiali 2018                                                      | -                                                                        | 50’                                                                      |
| 5-10-2017                                                                | Buenos Aires                                                             | Argentina                                                                | 0 – 0                                                                    | Perù                                                                     | Qual. Mondiali 2018                                                      | -                                                                        |                                                                          |
| 10-10-2017                                                               | Quito                                                                    | Ecuador                                                                  | 1 – 3                                                                    | Argentina                                                                | Qual. Mondiali 2018                                                      | -                                                                        |                                                                          |
| 23-3-2018                                                                | Manchester                                                               | Argentina                                                                | 2 – 0                                                                    | Italia                                                                   | Amichevole                                                               | -                                                                        | 89’                                                                      |
| 27-3-2018                                                                | Madrid                                                                   | Spagna                                                                   | 6 – 1                                                                    | Argentina                                                                | Amichevole                                                               | -                                                                        | 62’                                                                      |
| 21-6-2018                                                                | Nižnij Novgorod                                                          | Argentina                                                                | 0 – 3                                                                    | Croazia                                                                  | Mondiali 2018 - 1º turno                                                 | -                                                                        | 53’                                                                      |
| 26-6-2018                                                                | San Pietroburgo                                                          | Nigeria                                                                  | 1 – 2                                                                    | Argentina                                                                | Mondiali 2018 - 1º turno                                                 | -                                                                        |                                                                          |
| 30-6-2018                                                                | Kazan'                                                                   | Francia                                                                  | 4 – 3                                                                    | Argentina                                                                | Mondiali 2018 - Ottavi di finale                                         | 1                                                                        |                                                                          |
| 21-11-2018                                                               | Mendoza                                                                  | Argentina                                                                | 2 – 0                                                                    | Messico                                                                  | Amichevole                                                               | -                                                                        | cap.                                                                     |
| 22-3-2019                                                                | Madrid                                                                   | Argentina                                                                | 1 – 3                                                                    | Venezuela                                                                | Amichevole                                                               | -                                                                        | 46’                                                                      |
| Totale                                                                   |                                                                          | Presenze                                                                 | 24                                                                       |                                                                          | Reti                                                                     | 4                                                                        |                                                                          |

## Palmarès

### Club

#### Competizioni nazionali
- Campionato argentino: 2

Estudiantes: Apertura 2010
River Plate: Final 2014

#### Competizioni statali
- Campionato Gaúcho: 1

Internacional: 2025

#### Competizioni internazionali
- Copa Sudamericana: 1

River Plate: 2014
- Recopa Sudamericana: 1

River Plate: 2015
- Coppa Libertadores: 1

River Plate: 2015
- Coppa Suruga Bank: 1

River Plate: 2015

### Nazionale
- Campionato mondiale Under-20: 1

Canada 2007